# ناتالیا کروپسکایا
ناتالیا کروپسکایا (به انگلیسی: Natalya Krupskaya) (زادهٔ ۱۹۷۲) شناگر اهل شوروی است.